# Амаглобели, Нодар Сардионович
Нодар Сардионович Амаглобели (груз. ნოდარ ამაღლობელი; 24 августа 1930, Тифлис, Грузинская ССР, СССР — 9 апреля 2004, Тбилиси) — советский и грузинский учёный в области физики высоких энергий.
Ректор Тбилисского государственного университета. Доктор физико-математических наук. Академик Академии наук Грузинской ССР. Заслуженный деятель науки Грузинской ССР.

## Биография
Среднее образование получил в Кобулети.
В 1953 году окончил Тбилисский государственный университет и поступил в аспирантуру Института физики АН ГССР. В марте 1955 года приехал в Объединённый институт ядерных исследований (Дубна) для прохождения аспирантского курса под руководством Венедикта Петровича Джелепова.
В 1957-62 годах научный сотрудник Института физики Академии наук Грузии. В 1962 году защитил диссертацию на соискание ученой степени кандидата физико-математических наук. С 1962 года работал в ТГУ, был научным сотрудником Лаборатории кибернетики ТГУ, заведующим кафедрой научно-исследовательской лаборатории ядерной физики высоких энергий. Директор Института ядерной физики высоких энергий.
В 1975 году защитил докторскую диссертацию, в 1979 году был избран членом-корреспондентом Академии наук Грузии, а в 1988 году — академиком. С 1992 года — полноправный представитель Грузии в Институте ядерных исследований Организации Объединённых Наций в Дубне.
Ректор Тбилисского университета с 13 сентября 1985 по 27 августа 1991 года. В 1988 году возглавил организацию и проведение празднования 70-летия основания университета. В 1991 году был назначен директором Института физики высоких энергий; в ноябре приглашен в качестве профессора в Отдел общей физики ТГУ. С 1994 года являлся членом Президиума Академии наук Грузии.
Народный депутат Верховного Совета СССР от Тбилисского — Орджоникидзевского территориального избирательного округа № 657 Грузинской ССР, член Комитета по международным делам (1989—1990).

## Награды и премии
- Орден Чести (2000)[2]
- Орден Дружбы (10 апреля 1996 года, Россия) — за плодотворную деятельность в развитии международного сотрудничества в области ядерных исследований[3].
- Заслуженный деятель науки Грузинской ССР[2].
- Государственная премия Грузинской ССР (1985).
- Премия Петре Меликишвили (1976).